# Piotr Czerski

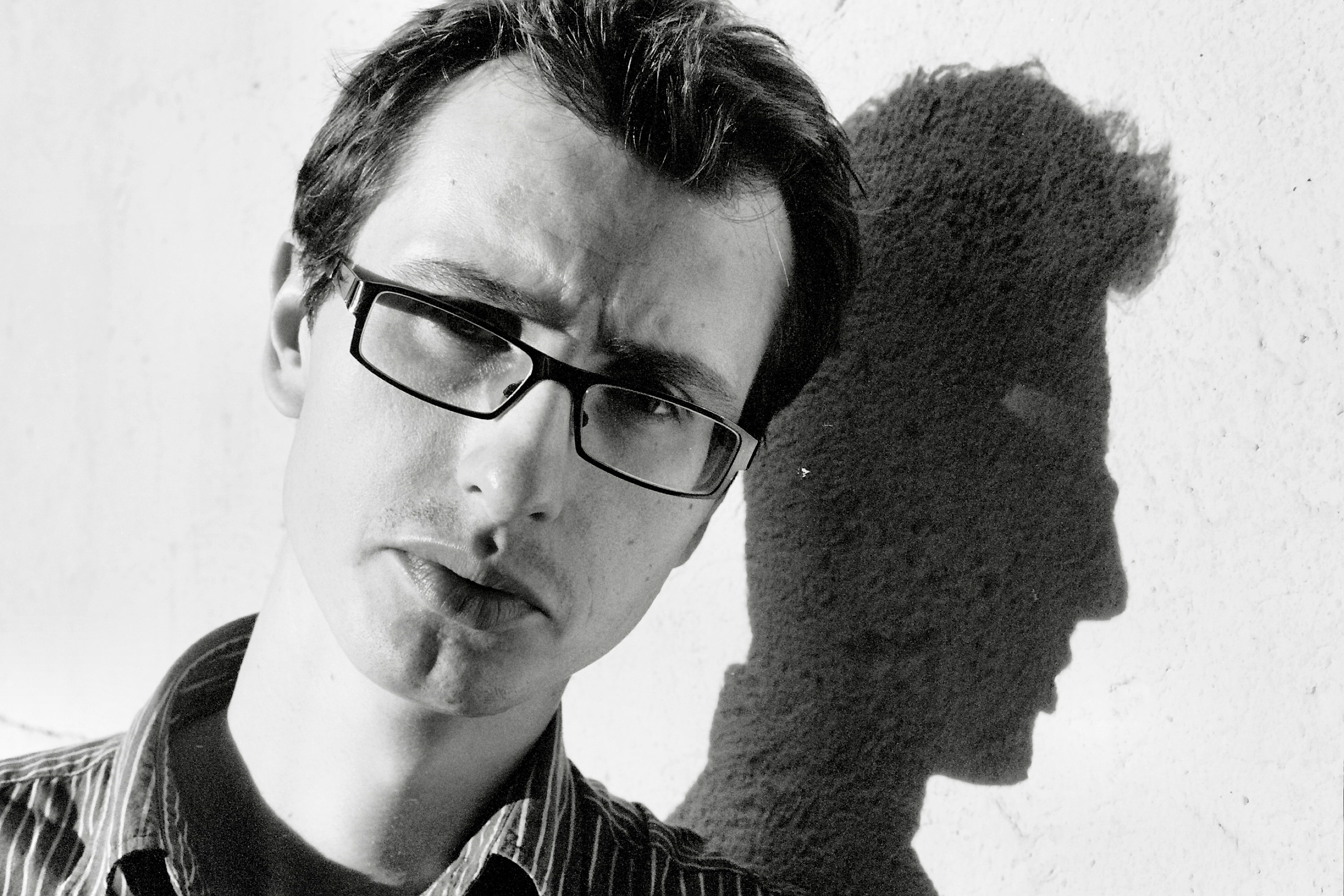
Piotr Czerski

Piotr Czerski, właśc. Kordian Piotr Klecha (ur. 1 kwietnia 1981) – polski poeta i prozaik, a także współzałożyciel zespołu muzycznego Towary Zastępcze.

## Życiorys
Ukończył informatykę na Politechnice Gdańskiej, studiował także filozofię na Uniwersytecie Gdańskim.
Debiutował w 1999 r. na łamach „Toposu”; wiersze, prozę, reportaże i eseje publikował także m.in. w „FA-arcie”, „Studium”, „Lampie”, „Tygodniku Powszechnym”, „Polityce”, oraz czasopismach i antologiach zagranicznych („Иностранная литература” [Rosja], „Jahrbuch Polen” [Niemcy], „Quorum” [Słowenia]).
W 2002 roku nakładem „Korporacji Ha!art” ukazała się książka poetycka Czerskiego pt. pospieszne, osobowe (nagroda Gdańskiego Towarzystwa Przyjaciół Sztuki). 2 kwietnia 2006 roku to samo wydawnictwo opublikowało mini-powieść (albo fabularyzowany reportaż), zatytułowaną Ojciec odchodzi, będącą zapisem wydarzeń towarzyszących śmierci papieża Jana Pawła II i celebrze następującej po niej narodowej żałoby oraz portretem tzw. „pokolenia JP2” (nazywanego w tekście „pokoleniem Dżej Pi Tu”).
Czerski jest m.in. zwycięzcą 41. Ogólnopolskiego Konkursu Poetyckiego o Laur Czerwonej Róży (2000) i XXI Ogólnopolskiego Konkursu Poetyckiego o Laur Akantu (2002), laureatem Nagrody Miasta Gdańska dla Młodych Twórców w Dziedzinie Kultury (2005), a także stypendystą Marszałka Województwa Pomorskiego (2003) i programu Homines Urbani (2005). W 2007 nominowany do nagrody Grand Press w kategorii „reportaż prasowy” za tekst zatytułowany Outland.
Od 2006 współtworzy zespół Towary Zastępcze, z którym nagrał dwie płyty (Ciche dni, 2006 i Dolne Miasto OST, Nasiono Records, 2009) i koncertował w Polsce, Niemczech i na Słowacji. Brał także udział w pracach grupy Nasiono All Stars, których pokłosiem jest album Europejski Poeta Wolności (Gdańsk, 2010). Aktywnie uczestniczy w działaniach muzycznego kolektywu wydawniczego Nasiono Records.
Od 2010 publikuje nieregularnie felietony w portalu Wirtualna Polska.
Przez kilka lat prowadził blog osobisty (m.in. nagroda „bloger roku 2007” Wiadomosci24.pl w kategorii "kultura"), a w latach 2003–2006 współtworzył (z Michałem Piotrowskim) popularny blog obrazkowy gadugadu.blog.pl. Od kilku lat na miniblogu bezpośrednia transmisja z końca świata publikuje autorski wybór memów (czerski.tumblr.com, wcześniej czerski.soup.io).
11 lutego 2012 roku w „Dzienniku Bałtyckim” ukazał się jego tekst My, dzieci sieci, opublikowany na licencji cc-by-sa 3.0. W ciągu kilku tygodni tekst - porównywany często z „Deklaracją Niepodległości Cyberprzestrzeni” – dotarł do kilkuset tysięcy osób i został przetłumaczony na kilkanaście języków: angielski („The Atlantic Monthly”, Boing Boing – blog Cory’ego Doctorowa i falkvinge.net), niemiecki (tygodnik „Die Zeit”), hiszpański (magazyn ALT1040 i argentyńska Partia Piratów), francuski (framablog.org), włoski (magazyn Internazionale, niderlandzki, szwedzki, estoński, bułgarski, czeski, chiński, turecki, serbski, macedoński, rosyjski, duński i węgierski (www.kalozmedia.org).
W Polsce tekst (pod tytułem Do analogowych) przedrukował tygodnik „Polityka”, odnosi się do niego często także Edwin Bendyk w książce „Bunt Sieci”.

## Publikacje
- pospieszne, osobowe, ISBN 83-88957-11-2, Kraków 2002.
- Ojciec odchodzi, ISBN 83-89911-38-8, Kraków 2006.

## Dyskografia
- Ciche dni (2006) – Towary Zastępcze
- Dolne Miasto OST (2009) – Towary Zastępcze
- Europejski Poeta Wolności 2010 (2010) – Nasiono All Stars
- Nasiono Swap Singers (2011) – Nasiono Swap Singers
- Długa przerwa (2013) – Towary Zastępcze
- Zgrzyty (2019) – Morze